# 네리마정
네리마정(練馬町)은 도쿄부 기타토시마군에 존재했던 정이다.

## 지리
현재 도쿄도 네리마구의 기타마치, 니시키, 헤이와다이, 히카와다이, 사와노미야, 네리마, 사쿠라다이, 하자와, 사카에쵸에 해당한다.

## 역사
- 1889년 4월 1일 - 정촌제 시행에 수반해 시모네리마촌이 성립하였다.
- 1929년 4월 1일 - 정으로 승격 및 개칭해 네리마정이 되었다.
- 1932년 10월 1일 - 네리마구가 성립되어 82정촌이 도쿄시에 편입되었다.
- 1943년 7월 1일 -도쿄도로 승격되어 도쿄도 네리마구가 속하게 되었다.

## 교통

### 철도
- 도조 철도 (현 도조 본선)
- 무사시노 철도 (현 세이부 이케부쿠로선 세이부 도시마선)

### 도로
- 후지 가도

## 참고문헌
- 『新編武蔵風土記稿』 巻ノ13豊島郡ノ5、内務省地理局、1884年6月。NDLJP:763977/37。
- 「上練馬村」『新編武蔵風土記稿』 巻ノ13豊島郡ノ5、内務省地理局、1884年6月。NDLJP:763977/48